# Ava Max
Amanda Ava Koci (n. 16 februarie 1994, Milwaukee, Wisconsin, SUA), cunoscută sub numele de scenă Ava Max, este o cântăreață și compozitoare americană de origine albaneză. Ea este cunoscută cel mai bine pentru single-ul ei "Sweet but Psycho", care a atins numărul 1 în mai multe țări, cum ar fi Regatul Unit, Suedia, Norvegia, Finlanda, Austria, Danemarca, Estonia, Germania, Irlanda, Belgia, Elveția și Noua Zeelandă. Single-ul a avut o ascenisune rapidă în topurile europene dar și în cele mondiale.

## Biografie
Ava Max s-a născut în data de 16 februarie 1994, în Milwaukee, Wisconsin, Statele Unite. Părinții săi, albanezi originari din Sarandë și Tirana, au emigrat politic din Albania în anul 1990. Ajunși în Franța, au locuit timp de 1 an până au făcut rost de pașapoarte americane, unde s-au și mutat. Ei au ajuns prima dată în statul Wisconsin, dar s-au mutat apoi în Virginia, unde Ava și-a petrecut cea mai mare parte din copilărie. 

### Cariera
Când era mică, Ava o auzea adesea pe mama ei cântând fragmente din operă și apoi și-a dorit să facă același lucru, ceea ce a determinat-o să urmeze o carieră în domeniul muzicii. O altă inspirație majoră pentru Ava au fost și marile vocaliste din perioada anilor 1990-2000, cum ar fi: Madonna, Gwen Stefani, Fergie, Britney Spears, Christina Aguilera, Whitney Houston și Mariah Carey, explicând: "Industria muzicală este plină de femei puternice și talentate, care au depășit multe etape. Pentru mine, acestea sunt femei care au trecut prin obstacole și au devenit mai puternice".
Când avea doar 10 ani, cântăreața a început să-și facă primele cântece, prima ei prezentare muzicală fiind într-un loc numit The NorVa din Virginia, unde a crescut. Cântăreața și-a început cariera încă din adolescență, scriind cântece, făcând cover-uri, cântând la evenimente mici, împărtășindu-și munca pe internet. 
La vârsta de 14 ani, după ce a câștigat mai multe concursuri locale de muzică, Ava și-a dat seama de potențialul ei și cum ar putea deveni cântăreață. A reușit să solicite ajutorul lui Pharrell Williams, care ia dat sfaturi pentru a "cuceri industria". Inspirată la rândul ei de decizia curajoasă făcută de familia ei când și-au părăsit țara de origine, ruptă de război, a ales în cele din urmă să se mute cu familia în Los Angeles, California, cu scopul de a-și realiza visul și de a-și construi o carieră muzicală. Au existat dificultăți, ea stând în LA doar 1 an. Ava s-a mutat apoi în Carolina de Sud și la vârsta de 17 ani s-a întors în Los Angeles, mutându-se permanent acolo. La început, timp de câțiva ani, Ava nu a avut performanțe prea mari și lucrurile nu s-au întâmplat așa cum și ea și familia ei și-au imaginat anterior. 
Ava a folosit prima dată numele de scenă Amanda Kay la sfârșitul anilor 2000. Ea a mers la studio pentru a înregistra modele, iar printre aceste sesiuni, a dat naștere unor schițe. "You" și "More Than Words Can Say", vor apărea cu câțiva ani mai târziu. Ulterior, ea schimbă direcția și adoptă numele de scenă Ava Koci, apărând de această dată pe scena generală pentru includerea sa în "Take Away the Pain", titlu conceptualizat de duo-ul Project 46, care a fost lansat în iulie 2015. În luna următoare, ea își continuă impulsul și generează treptat interes pentru platforma de distribuție audio SoundCloud, unde împărtășește în mod regulat compoziții originale, cum ar fi "Come Home", "Jet Set" și "Spinning Around". Unele dintre ele beneficiază de o producție oferită de producătorul muzical canadian Cirkut care, după ce o întâlnește pe Ava la o petrecere, devine apoi un partener recurent în viața de zi cu zi a tinerei cântărețe. În 2016, ea decide să împrumute numele de scenă Ava și prezintă o nouă piesă, numită "Anyone but You". Ea reușește să captiveze urechile utilizatorilor de Internet5, o creștere care va avea ca rezultat expunerea ascendentă a segmentului muzical prin diverse canale populare, inclusiv pe cele ale site-ului YouTube. Cu toate acestea, producătorul american Le Youth o va face să se bucure de o reputație mai largă, oferită de apariția sa în cântecul "Clap Your Hands", lansat în august 2017. De asemenea, acest eveniment marchează prima evocare a pseudonimului actual. După ce a semnat un contract cu Atlantic Records, ea a lansat oficial single-ul "My Way" în aprilie 2018. Cel de-al doilea single "Slippin" cu Gashi a fost lansat în 11 mai 2018.
În iunie 2018, cea de-a doua colaborare a ei a apărut împreună cu rapper-ul american Witt Lowry pe piesa "Into Your Arms". În august 2018 a relansat piesa "Not Your Barbie Girl" de data aceasta ca single, fiind o versiune revigorată a celebrului cântec al grupului Aqua (1997). Mai ales ca o melodie promoțională pentru noua platformă video TikTok, piesa a atins atenția. De asemenea, a lansat pe 17 august 2018 al patrulea său single "Sweet but Psycho" care a avut succes în principal pe Spotify și a sosit la mijlocul lunii august 2018 în topurile muzicale suedeze. "Sweet but Psycho" a devenit treptat cântecul emblematic al tinerei cântărețe, atât de mult încât creșterea bruscă îi permite să urce la vârful majorității clasamentelor europene, a căror listă de teritorii include Germania, Austria, Belgia (Regiunea Flamandă), Danemarca, Scoția, Estonia, Finlanda, Irlanda, Letonia, Norvegia, Republica Cehă, Regatul Unit, Elveția și Suedia. Single-ul apare, de asemenea, și în topurile celorlalte provincii mondiale, incluzând de exemplu Australia și Noua Zeelandă. El a fost certificat cu platină în Danemarca, Noua Zeelandă, Norvegia și Suedia, aur în Germania, Australia, Austria, Belgia, Brazilia, Canada, Marea Britanie și Elveția. În prezent videoclipul oficial al melodiei are peste 794 de milioane de vizualizări pe platforma YouTube.
Pe albumul de studio "7" lansat în septembrie 2018 de David Guetta, ea a cântat piesa "Let It Be Me". În octombrie 2018, Ava Max a lansat melodia în colaborare cu Vice și Jason Derulo, numită "Make Up".
La data de 7 martie 2019, Ava Max, și-a lansat al cincilea single, numit "So Am I". Videoclipul oficial ajungând la 19 milioane de vizualizări pe YouTube într-o lună de la lansare. Lansarea primului său album de studio, este programată pentru vara lui 2019.

## Discografie

### Albume de studio
- Heaven & Hell (2020)
- Diamonds & Dancefloors (2023)
- Don’t Click Play (2025)

### EP-uri
- Amanda Kay (2008)

### Single-uri
- Take Away the Pain (Project 46 feat. Ava Koci) (2015)
- Clap Your Hands (Le Youth feat. Ava Max) (2017)
- Into Your Arms (Witt Lowry feat. Ava Max) (2018)
- Sweet but Psycho (2018)
- Make Up (Vice, Jason Derulo & Ava Max) (2018)
- So Am I (2019)
- Slow Dance (AJ Mitchell feat. Ava Max) (2019)
- Torn (2019)
- Tabu (Pablo Alboran & Ava Max) (2019)
- Salt (2019)
- Alone, Pt. II (Alan Walker & Ava Max) (2019)
- Kings & Queens (2020)
- Who's Laughing Now (2020)
- OMG What's Happening (2020)
- Naked (2020)
- My Head And My Heart (2020)
- EveryTime I Cry (2021)
- Maybe You’re The Problem (2022)
- Million Dollar Baby (2022)

## Turnee

### Turnee
- Turneul On Tour (Finally) (2023)

### În Deschidere
- Maroon 5 - 2021 Tour (2021)

## Premii și nominalizări
| Adjudecare           | Anul ceremoniei | Nominalizată / muncă | Rezultat     | Categorie                                      | Ref(s) |
| -------------------- | --------------- | -------------------- | ------------ | ---------------------------------------------- | ------ |
| Vodafone Big Top 40  | 2018            | "Sweet but Psycho"   | câștigat     | Single-ul numărul 1 din clasamentul Big Top 40 |        |
| Global Awards        | 2019            | Însăși               | nominalizare | Descoperirea internațională a anului           | [ 8 ]  |
| Swedish Gaffa Awards | 2019            | Însăși               | nominalizare | Descoperirea internațională a anului           | [ 9 ]  |
| Swedish Gaffa Awards | 2019            | "Sweet but Psycho"   | nominalizare | Cântecul internațional al anului               | [ 9 ]  |
| Danish Gaffa Awards  | 2019            | "Sweet but Psycho"   | nominalizare | Cântecul internațional al anului               |        |